# Morschwiller-le-Bas
Morschwiller-le-Bas (ném.: Niedermorschweiler) település Franciaországban, Haut-Rhin megyében. Lakosainak száma 3666 fő (2022. január 1.). Morschwiller-le-Bas Lutterbach, Mulhouse, Reiningue, Heimsbrunn, Hochstatt és Brunstatt-Didenheim községekkel határos.

## Népesség
A település népességének változása:
| Lakosok száma | 3574 | 3667 | 3812 | 3766 | 3737 | 3692 | 3648 | 3642 | 3666 |
|               | 2013 | 2015 | 2016 | 2017 | 2018 | 2019 | 2020 | 2021 | 2022 |